# Pochyta solers
Pochyta solers är en spindelart som beskrevs av Peckham, Peckham 1903. Pochyta solers ingår i släktet Pochyta och familjen hoppspindlar. Inga underarter finns listade i Catalogue of Life.